# Bogusław Psujek
Bogusław Psujek (né le 22 novembre 1956 à Chorupnik et mort le 21 avril 1990 à Szklarska Poręba) est un athlète polonais spécialiste des épreuves fond, notamment du marathon.

## Carrière
Bogusław Psujek remporte le Marathon de Berlin en 1986, et le Beppu-Ōita Marathon en 1990.

### Records
| Épreuve              | Performance     | Lieu   | Date         |
| -------------------- | --------------- | ------ | ------------ |
| 1 500 mètres         | 3 min 40 s 37   |        | 1984         |
| 3 000 mètres         | 7 min 55 s 7    |        | 1982         |
| 3 000 mètres steeple | 8 min 43 s 54   |        | 1984         |
| 5 000 mètres         | 13 min 35 s 40  | Sopot  | 2 août 1986  |
| 10 000 mètres        | 28 min 28 s 53  | Sopot  | 24 août 1986 |
| Marathon             | 2 h 10 min 26 s | Berlin | 10 mai 1987  |